# فرانسیس نگ
فرانسیس نگ (انگلیسی: Francis Ng؛ زادهٔ ۲۱ دسامبر ۱۹۶۱) صداپیشه، بازیگر و کارگردان فیلم اهل چین است. وی از سال ۱۹۸۲ میلادی تاکنون مشغول فعالیت بوده است.
از فیلم‌ها یا برنامه‌های تلویزیونی که وی در آن نقش داشته است، می‌توان به پرونده نوار، اخطار مرگ، پلیس‌های جن-ایکس، شامو، ۲۰۰۰ ای‌دی، هشدار کامل، چیزی خوبه که پایانش خوبه ۱۹۹۷، کمد، دولت‌های جنگ‌طلب،  ارتش شیطان، بازگشت شیطان، جنگ‌جویان دروازه، لاین واکر، لاین واکر ۲، روزی روزگاری در هنگ کنگ و هفت‌گانه: داستان هنگ کنگ اشاره کرد.
همچنین برندهٔ جوایزی همچون جایزه فیلم هنگ کنگ، جایزه باهینیای زرین، جایزه انجمن منتقدان فیلم هنگ کنگ، و جایزه سالیانه تی‌وی‌بی شده است.